# Aérodrome Codrington de Barbuda
L'aérodrome de Barbuda-Codrington (code IATA : BBQ • code OACI : TAPH) est un aéroport public desservant le village de Codrington, sur l'île de Barbuda. Il a une piste très courte.

## Situation
| Barbuda Antigua |

## Compagnies aériennes et destinations
| Compagnies             | Destinations                                   |
| ---------------------- | ---------------------------------------------- |
| ABM Air                | Saint John's-V. C. Bird                        |
| Anguilla Air Services  | Charter : Anguilla-Clayton J. Lloyd (suspendu) |
| Caribbean Helicopters  | Saint John's-V. C. Bird                        |
| FlyMontserrat          | Saint John's-V. C. Bird                        |
| St Barth Commuter      | Charter : Saint-Barthélemy (suspendu)          |
| Trans Anguilla Airways | Charter : Anguilla-Clayton J. Lloyd (suspendu) |

Édité le 20/02/2020